# Gare de Palić
La gare de Palić (en serbe cyrillique : Железничка станица, Палић ; en serbe latin : Železnička stanica, Palić) est située à Palić, dans la province de Voïvodine, sur le territoire de la Ville de Subotica et dans le district de Bačka septentrionale, en Serbie. Elle est inscrite sur la liste des monuments culturels protégés de la République de Serbie (identifiant no SK 1534).

## Histoire
La localité de Palić a été fondée au milieu de XIXe siècle en tant que lieu de villégiature d'été. Dès 1840, le parc central a été formé, avec un lac et, dans les décennies suivantes des villas ont été construites pour accueillir les riches habitants de Subotica durant l'été. Le premier de la ligne Subotica-Szeged est entré dans la petite gare de Palić le 11 septembre 1869.
La gare a pris son aspect actuel en 1887. Sur le plan stylistique, elle présente un mélange entre des éléments classiques et d'autres d'esprit romantique. De plan rectangulaire, elle longe la voie ferrée et dispose d'un porche soutenu par des colonnes donnant sur la voie et se présente comme une sorte de « maison suisse ». Elle est décorée d'éléments en bois sculpté tandis que les murs sont en briques.